# Bernardo Fabio D’Onorio

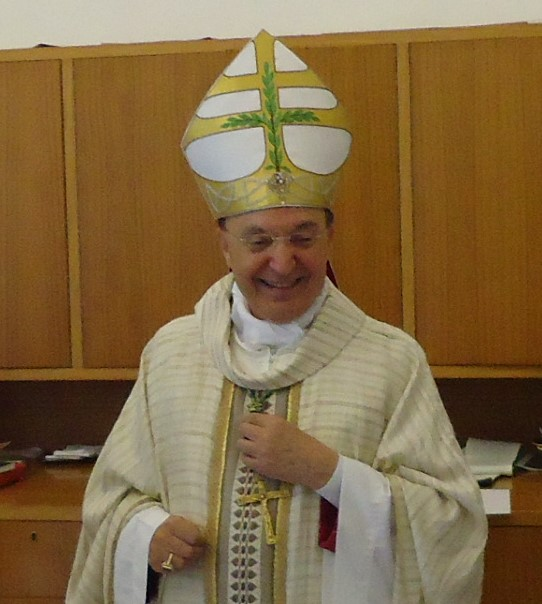
Erzbischof Bernardo Fabio D’Onorio OSB (2014)

Erzbischofswappen

Bernardo Fabio D’Onorio OSB (* 20. August 1940 in Veroli, bürgerlich Fabio D’Onorio) ist ein italienischer Benediktinermönch und emeritierter römisch-katholischer Erzbischof von Gaeta.

## Leben
Bernardo Fabio D’Onorio trat in die Benediktiner-Erzabtei Montecassino ein, legte die Profess am 30. September 1962 ab und empfing am 4. Juni 1966 die Priesterweihe. Er wurde am 25. April 1983 zum Abt von Montecassino gewählt und Papst Johannes Paul II. bestätigte am 19. Juni desselben Jahres die Wahl.
Der Papst ernannte ihn am 13. April 2004 zum Titularbischof von Minturnae. Als Wahlspruch wählte er Nihil amori Christi praeponere. Die Bischofsweihe spendete ihm der Kardinalpräfekt der Kongregation für die Bischöfe und Präsident der Päpstlichen Kommission für Lateinamerika, Giovanni Battista Kardinal Re, am 16. Mai desselben Jahres; Mitkonsekratoren waren Erzbischof Francesco Pio Tamburrino OSB, Erzbischof von Foggia-Bovino, und Imre Asztrik Várszegi OSB, Erzabt von Pannonhalma. Benedikt XVI. ernannte ihn am 20. September 2007 zum Erzbischof von Gaeta.
Am 21. April 2016 nahm Papst Franziskus seinen altersbedingten Rücktritt an.